# Beatogordius palustre
Beatogordius palustre är en tagelmaskart som beskrevs av Villalobos, Schmidt-Rhaesa och Fernanda Zanca 2003. Beatogordius palustre ingår i släktet Beatogordius och familjen Chordodidae. Inga underarter finns listade i Catalogue of Life.